# Jehoszafat Harkabi
Jehoszafat Harkabi (ur. 1921; zm. 1994) – izraelski dowódca wojskowy w stopniu generała (alluf), oficer dyplomowany Sił Obronnych Izraela, dyrektor wywiadu wojskowego Aman, nauczyciel i politolog.

## Młodość
Harkabi urodził się w 1921 roku w Hajfie w Brytyjskim Mandacie Palestyny. Po ukończeniu żydowskiego gimnazjum wyjechał do Stanów Zjednoczonych, gdzie studiował na Uniwersytecie Harvarda. Po powrocie obronił pracę doktorską na Uniwersytecie Hebrajskim w Jerozolimie.

## Służba wojskowa
Podczas II wojny światowej w 1943 roku wstąpił do British Army. Po powrocie do Palestyny wstąpił do żydowskiej organizacji paramilitarnej Hagana i ukończył pierwszy kurs dla oficerów zorganizowany przez Agencję Żydowską. Podczas I wojny izraelsko-arabskiej był dowódcą kompanii piechoty Brygady „Ecjoni”, walcząc w rejonie Jerozolimy. W 1949 roku był członkiem izraelskiej delegacji negocjującej Porozumienia z Rodos.
Po wojnie pełnił funkcję łącznika pomiędzy Siłami Obronnymi Izraela a Ministerstwem Spraw Zagranicznych Izraela. Następnie otrzymał awans na zastępcę szefa Departamentu Wywiadu Sztabu Generalnego. Ukończył studia we Francji, i w 1955 roku został dyrektorem wywiadu wojskowego Aman. W 1959 roku został zwolniony i wystąpił z armii.

## Kariera zawodowa
Po odejściu z wojska pracował jako dyrektor generalny Rady Ministrów. Równocześnie rozpoczął pracę naukową na Uniwersytecie Hebrajskim, wykładając stosunki międzynarodowe i studia blisko-wschodnie. Jego doświadczenie było okazyjnie wykorzystywane w służbie publicznej. Między innymi, w 1964 roku opracowywał analizy strategiczne dla MSZ. W latach 1974–1975 był strategicznym doradcą ministra obrony Szimona Peresa. Z upływem lat zmienił swoje stanowisko względem Arabów. Z bezkompromisowego nieugiętego stanowiska ewoluował do zwolennika negocjacji z OWP. W 1993 roku otrzymał Nagrodę Izraela za całokształt działalności politycznej.
Zmarł w 1994 roku Jerozolimie.

## Publikacje
- Yehoshafat Harkabi: Arab Attitudes to Israel. Transaction Publishers, 1974. ISBN 0-85303-157-6. Brak numerów stron w książce
- Yehoshafat Harkabi: Palestinians and Israel. Transaction Publishers, 1975. ISBN 0-87855-172-7. Brak numerów stron w książce
- Yehoshafat Harkabi: Arab Strategies and Israel's Response. Free Press, 1977. ISBN 0-02-913760-8. Brak numerów stron w książce
- Yehoshafat Harkabi: Three Concepts of Arab Strategy. Anti-Defamation League of B’nai B’rith, 1978. Brak numerów stron w książce
- Yehoshafat Harkabi: Palestinian Covenant and Its Meaning. Frank Cass Publishers, 1979. ISBN 0-85303-206-8. Brak numerów stron w książce
- Yehoshafat Harkabi: The Palestinian National Covenant. An Israeli Commentary, 1981. Brak numerów stron w książce
- Yehoshafat Harkabi: The Bar Kokhba Syndrome: Risk and Realism in International Relations. New York: Rossel Books, 1982. ISBN 0-940646-01-3. Brak numerów stron w książce
- Yehoshafat Harkabi: Al Fatah's Doctrine. In The Israel-Arab Reader: A Documentary History of the Middle East Conflict. New York: Penguin Books, 1985. ISBN 0-87196-873-8. Brak numerów stron w książce
- Yehoshafat Harkabi: Israel's Fateful Decisions. I.B. Tauris, 1988. ISBN 1-85043-094-2. Brak numerów stron w książce
- Yehoshafat Harkabi: Israel's Fateful Hour. HarperCollins, 1989. ISBN 0-06-091613-3. Brak numerów stron w książce
- Yehoshafat Harkabi: The Arab-Israeli Conflict on the Threshold of Negotiations. Center of International Studies, Princeton University, 1992. ISBN 99924-0-953-3. Brak numerów stron w książce